# Hoz de Jaca
Hoz de Jaca (en aragonés Oz de Tena u Oz de Chaca) es un municipio español, perteneciente a la comarca de Alto Gállego, al norte de la provincia de Huesca, comunidad autónoma de Aragón. Tiene un área de 12,45 km² con una población de 72 habitantes (INE 2008) y una densidad de 5,78 hab/km².

## Historia y monumentos
Aparece por primera vez en un documento de 1062. Junto con los términos de Panticosa y El Pueyo, configuraba uno de los tres históricos quiñones en los que se dividía administrativamente el Valle de Tena.
Sus principales atractivos son la iglesia parroquial de los Santos Reyes (barroca, siglos XVII y XVIII) y el Balcón del Muro, excelente mirador colgado sobre un acantilado que cae en vertical hasta el embalse de Búbal y desde el que se divisa casi todo el valle.
Entre sus casas destacan las de Begola, Viu, Chico, Mairal, Barrera, Farranchaco y Chicotranco.

## Demografía
Hoz de Jaca cuenta con una población de 77 habitantes (INE 2024).
| Gráfica de evolución demográfica de Hoz de Jaca entre 1842 y 2021 |
| |
| Población de derecho según los censos de población del INE Población de hecho según los censos de población del INEEntre el censo de 1857 y el anterior, crece el término del municipio porque incorpora a Búbal |

## Administración y política
| Período             | Alcalde                                         | Partido  |  |
| ------------------- | ----------------------------------------------- | -------- |  |
| 1979-1979 1979-1983 | Pascual Lapuente del Río Benito del Río Giménez | PSOE UCD |  |
| 1979-1979 1979-1983 | Pascual Lapuente del Río Benito del Río Giménez | PSOE UCD |  |
| 1983-1987           |                                                 |          |  |
| 1987-1991           |                                                 |          |  |
| 1987-1991           | Miguel del Río Laborda                          | PSOE     |  |
| 1991-1995           | Miguel del Río Laborda                          | PSOE     |  |
| 1995-1999           | Miguel del Río Laborda                          | PSOE     |  |
| 1999-2003           | Miguel del Río Laborda                          | PSOE     |  |
| 2003-2007           | Miguel del Río Laborda                          | PSOE     |  |
| 2007-2011           | Esperanza López Sanz                            | PAR      |  |
| 2011-2015           | Esperanza López Sanz                            | PAR      |  |
| 2015-2019           | Esperanza López Sanz                            | PAR      |  |
| 2019-2023           | Esperanza López Sanz                            | PAR      |  |
| 2023-2027           | Esperanza López Sanz                            | PAR      |  |

| Partido político    | Partido político                                   | 2003   | 2007   | 2011   | 2015   | 2019   | 2023   |
| Partido político    | Partido político                                   | Ediles | Ediles | Ediles | Ediles | Ediles | Ediles |
|                     | Partido Aragonés (PAR)                             | —      | 1      | 1      | 1      | 1      | 1      |
|                     | Partido de los Socialistas de Aragón (PSOE-Aragón) | 1      | —      | —      | —      | —      | —      |
|                     | Partido Popular de Aragón (PP)                     | —      | —      | —      | —      | —      | —      |
| Total de concejales | Total de concejales                                | 1      | 1      | 1      | 1      | 1      | 1      |

## Fiestas
- Lorenzo (santo): 10, 11 y 12 de agosto.